# Rachele Risaliti
Rachele Risaliti (n. 1 februarie 1995, Prato) este o balerină și fotomodel, care a fost aleasă Miss Italia în 2016.
Este dansatoare profesionistă în trupa Etruria Team, cu care a câștigat Campionatul European de Gymnaestrada⁠(en)[traduceți] din Helsingborg, în 2014.
În august 2016 a câștigat titlul de Miss Toscana.